# După mine, canalii!
După mine, canalii! (titlul original: în germană Mir nach, Canaillen!) este un film de capă și spdă est-german, realizat în 1964 de regizorul Ralf Kirsten,  după romanul „Eine Sommerabenddreistigkeit” al scriitorului Joachim Kupsch, protagoniști fiind actorii Manfred Krug, Monika Woytowicz, Fred Düren și Carola Braunbock.

## Rezumat
Prusia în anul 1730. Locotenentul von Übbenau pleacă din Saxonia la Hanovra pentru a mobiliza recruți pentru regele său Augustus. Păstorul Alexander i se pare potrivit, dar acesta isteț, îl „prinde” el pe locotenent și îl dă pe mâna justiției. Datorită vicleniei unei femei, Übbenau se poate salva de la spânzurătoare dacă îl înfiază pe Alexander. Acesta pleacă imediat în Prusia pentru a-și inspecta „moștenirea”, se îndrăgostește de „sora” sa Ulrike, dar trebuie să fugă de locotenentul care se află pe urmele lui.
Astfel a ajuns în Saxonia, la curtea lui Augustus cel Puternic, unde a câștigat favoarea regelui descoperind o fraudă a ministrului de finanțe. Între timp, Ulrike a fost alungată din Übbenau la curtea lui August de către tatăl ei, din cauza aventurii ei rușinoase cu Alexandru. Cei doi se regăsesc, dar regele o revendică pe Ulrike, iar iubita lui, Contesa Denhoff, pe Alexander. După o luptă spectaculoasă și o evadare aventuroasă, Alexander și Ulrike ajung în sfârșit la Hannovra, unde își găsesc în sfârșit timp unul pentru celălalt.

## Distribuție
- Manfred Krug – Alexander
- Monika Woytowicz – Ulrike von Übbenau
- Erik S. Klein – August der Starke (August cel Puternic)
- Fred Düren – locotenentul von Übbenau
- Herwart Grosse – contele de Übbenau
- Carola Braunbock – baroneasa Übbenau
- Norbert Christian – judecătorul
- Marion van de Kamp – Denhoff
- Harald Halgardt – Kronenberg
- Helga Göring – baroana von Übbenau
- Marianne Wünscher – spălătoreasa
- Helmut Schreiber – ministrul de finanțe
- Walter Lendrich – Sekretarius
- Fritz Decho – un secretar
- Helmut Bruchhausen – Pape
- Heinz Scholz – Notarius
- Horst Papke – caporalul
- Jutta Wachowiak – metresa
- Fritz Links – Fischer
- Hans Hardt-Hardtloff – soldatul în magazia de pulbere
- Otto-Erich Edenharter – un țăran
- Gerhard Vogt – un țăran
- Axel Triebel – vizitiul
- Willi Neuenhahn – un vizitiu de distanță
- Joachim Bober – un vizitiu de distanță
- Peter Dommisch – executorul judecătoresc
- Edwin Marian – pajul
- Friedrich Teitge – un servitor
- Lilo Grahn – o țărăncuță